# Saulxures, Haute-Marne
Saulxures är en kommun i departementet Haute-Marne i regionen Grand Est (tidigare regionen Champagne-Ardenne) i nordöstra Frankrike. Kommunen ligger i kantonen Bourbonne-les-Bains som ligger i arrondissementet Langres. År 2017 hade Saulxures 128 invånare.
Åren 1972–2012 var Saulxures en del av kommunen Val-de-Meuse.